# Chelonus hadrogaster
Chelonus hadrogaster är en stekelart som beskrevs av Mccomb 1968. Chelonus hadrogaster ingår i släktet Chelonus och familjen bracksteklar. Inga underarter finns listade i Catalogue of Life.